# Gândirism
Gândirism – kierunek ideologiczny propagowany przez rumuńskie pismo "Gândirea", od tytułu którego pochodzi nazwa. Gândirism stał się w latach 40. XX wieku podstawą teoretyczną rumuńskiego faszyzmu. 
Gândirism  w literaturze przejawiał się całkowitą idealizacją życia i obyczajów patriarchalnej rumuńskiej wsi, idącą dużo dalej niż w sămănătorismie. Propagował "mit krwi" i "mit ziemi" oraz kult śmierci.